# Пайла (мудрец)
Пайла (санскр. Paila) — индийский полумифический мудрец, который по преданию был учеником и помощником Вьясы в деле собирания гимнов Ригведы, которые он разделил на две части.
Санскритолог Вильсон полагал, что это предание относилось ко времени возникновения первой ведийской школы, в которой Вьяса мог быть главой, а Пайла и другие — учителями.